# Mindelo
Mindelo este un oraș în São Vicente în Republica Capului Verde.

## Personalități
- Manuel Lopes (1907 - 2005), scriitor;
- Cesária Évora (1941 - 2011), cântăreață